# Професионална гимназия „Акад. Сергей П. Корольов“
Вижте пояснителната страница за други значения на Корольов.
Професионална гимназия „Акад. Сергей Павлович Корольов“ е средно училище в Дупница.
Основано е през 1927 г. Новата сграда е построена през 1980 г.
Наименувано е на съветския ракетен инженер академик Сергей Павлович Корольов. Известно е с предишното си име Техникум по механоелектротехника, носило е и други имена. Училището приема сегашното си име през 2004 г.
В училището се изучават електротехника, електроника, автомонтьорна техника и други.

## Специалности
След 7 клас
- Икономика
- Промишлена електроника
- Електробработване

След 8 клас
- Икономическа информатика
- Електробработване
- Автомонтьорна техника